# Das Generalgouvernement
Das Generalgouvernement war eine von 1940 bis 1944 im Generalgouvernement für die besetzten polnischen Gebiete herausgegebene propagandistische Zeitschrift der deutschen Nationalsozialisten, die zunächst in den vier Distrikten Krakau, Lublin, Radom und Warschau und nach dem deutschen Überfall auf die Sowjetunion im Juni 1941 auch im neugebildeten Distrikt Galizien erschien. Mit dem Doppelheft 3/4 stellte sie gegen Ende des Zweiten Weltkrieges 1944 ihr Erscheinen ein. Sie gilt als eine äußerst tendenziöse antisemitische Zeitschrift.
Die Hefte erschienen als Broschur mit blauem Kartoneinband im Format 23 × 31 cm und zahlreichen Abbildungen, meist mit farbigen Bildtafeln auf Kunstdruckpapier und großem Anzeigenteil. Sie hatten zunächst einen Umfang von jeweils meist 72 Seiten und etwa 40 Anzeigenseiten, zuletzt von meist nur noch 56 Seiten.
(Haupt-)Schriftleiter waren zunächst Heinrich Kurtz und Wilhelm Zarske und ab 1941 Rudolf Stöppler, der zudem Chefredakteur der Krakauer Zeitung war,. Spätestens 1943 wurde der Schriftsteller Adolf Paul Großmann (1904–?) verantwortlicher Schriftleiter. Der Schriftsteller Adolf Himmele (1894–1967) war in den Jahren 1943/44 ebenfalls verantwortlicher Schriftleiter.
Zu den Autoren der Zeitschrift zählten u. a. Wilhelm Fabricius, Heinrich Gottong, Hans Leifhelm, Fritz Löffler, Hermann Römer, Walter Schellhas, Bodo Schütt und Ernst Zörner.
Im Heft 4 von 1942 befindet sich im Anzeigenteil eine Annonce der Deutschen Emailwarenfabrik von Oskar Schindler, der durch die Rettung von ca. 1200 jüdischer Zwangsarbeitern bekannt wurde.